# Bitva u Höchstädtu
Bitva u Höchstädtu, v anglofonním světě známá spíše jako bitva u Blenheimu je jednou z nejdůležitějších bitev válek o španělské dědictví. Odehrála se 13. srpna 1704 poté, co síly francouzsko-bavorské aliance svým váháním promeškaly jak příležitost vpadnout do dědičných zemí rakouských Habsburků, tak možnost rozdrtit jednotlivá bojová uskupení protifrancouzské koalice a umožnily svým nepřátelům se spojit. Bitva skončila drtivou porážkou francouzské strany a ovládnutím Bavorska protifrancouzskou koalicí.

## Před bitvou
V roce 1703 se válka pro protifrancouzskou koalici (a zejména pro Říši a Habsburky) nevyvíjela dobře. Francouzsko-bavorská vojska ohrožovala okolní země Říše, zejména pak dědičné země Habsburků, které představovaly jádro jejich moci. Habsburský diplomat Jan Václav Vratislav z Mitrovic spolu s vojevůdcem Evženem Savojským proto přišli s plánem pro rok 1704, který měl situaci změnit a podařilo se jim pro něj přesvědčit i velitele anglických a holandských vojsk, vévodu z Marlborough. Plán byl značně riskantní. Počítal s rychlým přesunem většiny vojsk Říše i anglicko-nizozemských do Bavorska a likvidací této slabší části aliance. To ovšem znamenalo značné riziko: jednak pro Holandsko a některé části říše, které tak na delší dobu ztratily patřičnou ochranu, jednak pro samotné polní armády, neboť ty se ještě rozdělené během přesunů pohybovaly v blízkosti silnějších francouzských svazů a riskovaly při pohotové a přesné reakci nepřítele zničení. Oba vojevůdci ovšem předpokládali, že Francouzi budou zaskočeni a že riziko je přijatelné.
Risk vyšel, francouzští velitelé byli zaskočeni a nestihli včas zareagovat, takže se jednotky Evžena a Malborougha spojily na území Bavorska, které začaly krutě pustošit. Bavorský kurfiřt Maxmilián II. Emanuel před nimi ustupoval a čekal na francouzské posily, protože sám se jim postavit nemohl. Nakonec se všechny armády setkaly na levém (severním) břehu Dunaje poblíž Höchstädtu.

## Bitva
Po složitém manévrování obou stran se francouzsko-bavorská armáda, jejímž velitelem byl maršál Tallard, rozestavila východně od Höchstädtu. Její pravé křídlo se opíralo o vesnici Blindheim. Maršál Tallard rozestavil svá vojska dost neobvyklým způsobem. Střed jeho sestavy byl slabě bráněn, Tallard se zjevně domníval, že hlavním bojištěm bude okolí řeky Dunaj a vesnice Blindheim nebo severní část bojiště (fr. levé křídlo) a že střed bojiště s těžkým a nepřehledným terénem odradí nepřítele od silnějšího útoku a i kdyby tomu tak nebylo, těžký terén útok nutně zeslabí a bude za pomoci záloh snadno zvládnutelný.
První útok na francouzské pozice vedl Evžen Savojský na severu, což přimělo Tallarda přesunout na sever část záloh. Když poté Marlborough napadl Blindheim, Tallard dospěl k závěru, že všechno jde podle jeho předpokladů a že ve středu se bojovat nebude, a většinu zbývajících záloh poslal do Blindheimu, ačkoliv tam již měl mužů dost. Dopustil se tím chyby, která rozhodla bitvu. Krátce poté totiž Evžen odeslal část svých jednotek Marlboroughovi, který je i s většinou svých mužů vyslal proti tragicky oslabenému středu francouzské formace – a Tallard už neměl dostatečně silné zálohy, kterými by jej podpořil. Střed byl nejprve „jen“ zatlačen zpět, ale už tento fakt rozhodl bitvu, protože podstatná část Tallardových mužů tak zůstala odříznuta v Blindheimu, kde je mohly držet relativně slabé spojenecké síly.
Francouzští vojáci na středu formace ještě chvíli bojovali, ale přesila byla příliš velká a brzy byli rozprášeni. Navíc byl zajat Tallard, což zcela rozvrátilo francouzské velení. Marlboroughovy síly se přesunuly na sever a napadly levé křídlo Francouzů, kde zatím Maxmilián II. Emanuel a maršál Marsin tvrdě zatápěli oslabenému Evženovi a o katastrofě, která potkala zbytek armády, byli informováni po částech a se značným zpožděním. Přesto se dokázali ještě zavčas stáhnout a alespoň tato část francouzské armády se vyhnula zničení i rozprášení. Francouzi z Blindheimu ještě nějakou dobu vzdorovali, ale když Evžen s Marlboroughem vyzvali jejich velitele k prohlídce bojiště a on se mohl na vlastní oči přesvědčit, že zůstal sám a bez naděje na záchranu, kapitulovali.

## Důsledky bitvy
Bitva u Höchstädtu byla první opravdu vážnou porážkou francouzských vojsk ve válkách o španělské dědictví a její důsledky byly pro Francii (a zejména jejího spojence Maxmiliána II. Emanuela) katastrofální. Bavorsko, hlavní spojenec Francie na území Říše, bylo okupováno nepřátelskými vojsky a muselo je zásobovat vojáky i proviantem (a u toho zůstalo až do konce války). Pádem Bavorska pominulo bezprostřední ohrožení jádra Habsburského impéria a porážka natolik podlomila údernou sílu francouzských vojsk, že to umožnilo jejich protivníkům znovu rozdělit svá vojska a vyrazit do Itálie a na holandsko-francouzské hranice. Navíc přinesla francouzské straně velké trauma, neboť dala vzniknout pověsti o neporazitelnosti Princů dvojčat, Evžena a Marlborougha, která Francouze pronásledovala až do roku 1709, kdy ji částečně nahlodala bitva u Malplaquet.